# Scribe
Pour les articles homonymes, voir Scribe (homonymie).

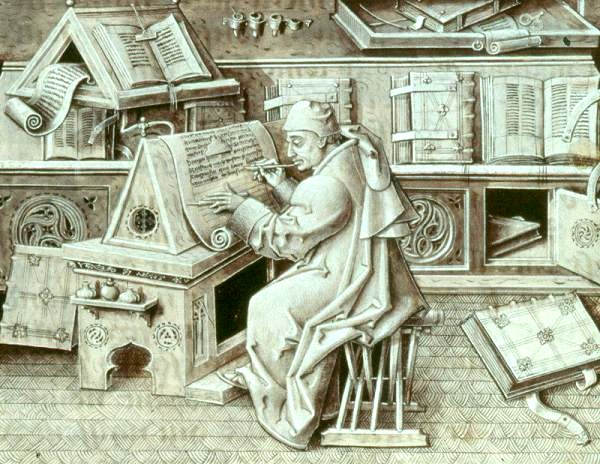
Au Moyen Âge un moine scribe ou clerc-scribe copie un texte sacré.

Un scribe est, au sens historique, une personne qui pratique l'écriture. Son activité consiste à écrire à la main des textes administratifs, religieux et juridiques ou des documents privés, et à en faire des copies. Il peut alors être assimilé à un copiste ou à un écrivain public.
Des scribes ont existé dans plusieurs civilisations : 
- Scribe dans l'Égypte antique ;
- Scribe dans le Proche-Orient ancien ;
- Dans la Rome antique (latin scriba)[1] ;
- Le sofer (ou soferet pour les femmes) est l'équivalent du scribe dans la tradition judaïque ;
- Dans les cultures mésoaméricaines, chez les Mayas, il existait des spécialistes appelés «aj ts'ib», c'est-à-dire « celui qui peint, écrit ». À l'Époque postclassique, chez les Aztèques, les codex indigènes du Mexique central étaient réalisés par des « tlacuilo », également à la fois scribes et peintres.

## Personnages de scribes dans la littérature
- Bartleby, dans Bartleby d'Herman Melville
- Bouvard et Pécuchet, dans Bouvard et Pécuchet de Flaubert
- Sov Strochnis, dans La Horde du Contrevent d'Alain Damasio
- Otis, dans Astérix et Obélix Mission Cléopâtre